# Cas del metílic

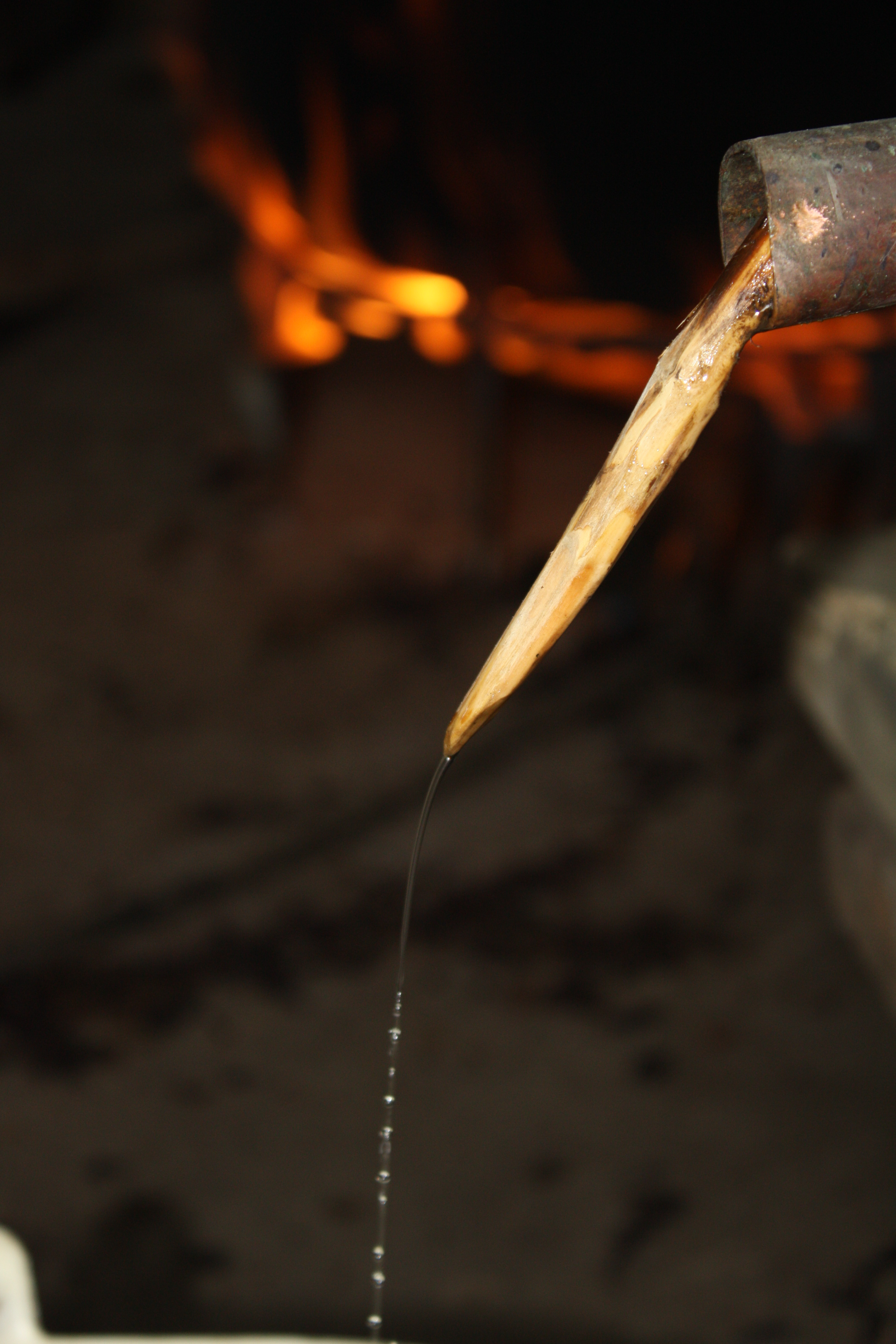
Elaboració artesanal d'aiguardent.

La denominació popular cas del metílic designa un brot d'intoxicació alimentària esdevingut a Espanya, principalment a Galícia i a les illes Canàries, durant la primavera de 1963, per consum de begudes alcohòliques elaborades a partir d'alcohol metílic, amb el resultat de 51 morts i nou persones cegues, encara que s'estima que la xifra real de morts va poder explicar-se per milers. Per les òbvies similituds, el cas del metílic va ser qualificat posteriorment com «la colza del franquisme» (la intoxicació per oli de colza desnaturalitzat, que va ocórrer al maig de 1981 i va causar entre 1.000 i 5.000 morts i entre 20.000 i 25.000 malalts).
Les primeres morts conegudes van esdevenir al febrer i març de 1963 entre pescadors de Haría, a Lanzarote, i ja van posar de manifest que la causa estava en la presència d'altes concentracions d'alcohol metílic en les begudes procedents d'un fabricant de Vigo. Poc temps després es va observar un increment anòmal de la mortalitat a la comarca d'O Carballiño, al nord-oest d'Ourense, que només es va relacionar amb aquelles quan la notícia dels pescadors morts es va publicar a la premsa gallega. La venda de l'alcohol adulterat va ser detinguda per les autoritats en un termini relativament breu, però la distribució que s'havia fet abans de conèixer-ne la toxicitat explica que s'anessin produint noves morts fins a maig d'aquest any.
El desembre del 1967 va tenir lloc el judici contra els onze processats, resultant en unes penes d'entre ú i vint anys de presó i indemnitzacions que arribaven gairebé els 20 milions de pessetes (uns 120.000 €). Cap dels condemnats va complir més de sis anys de presó i, en declarar-se insolvents, cap víctima o familiar va rebre cap indemnització.

## Els inicis de la intoxicació

### A Canàries

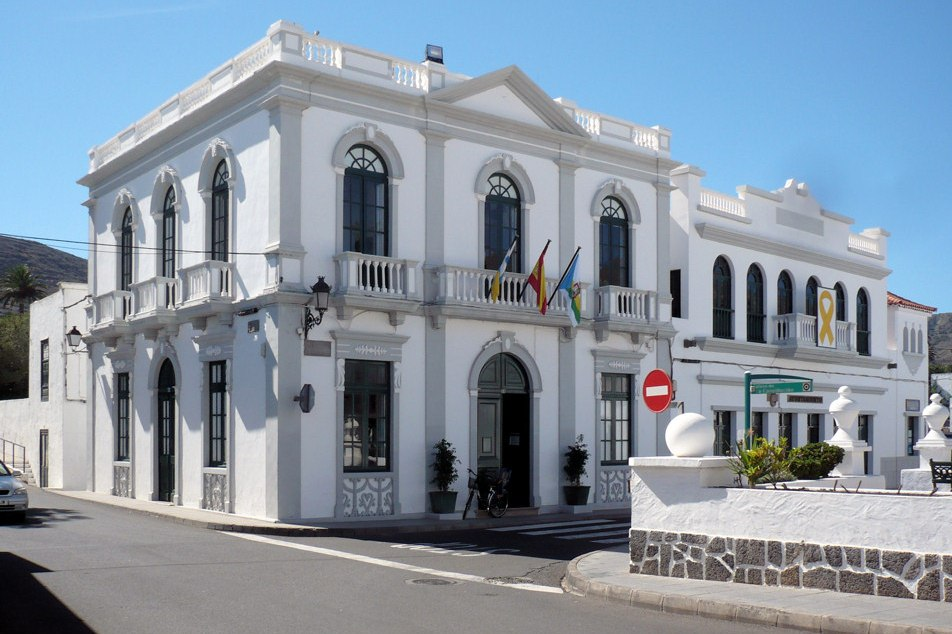
Ajuntament d'Haria, a Lanzarote. Les primeres morts registrades, així com la determinació de les causes de les morts, van tenir lloc en aquest municipi canari.

Esteban Jesús Pablo Barreto Barreto, primera víctima registrada de la intoxicació per alcohol metílic, va morir en la matinada del 18 de febrer de 1963 després de prendre unes copes de rom en un bar d'Haria, entre forts dolors abdominals, vòmits i una sobtada ceguesa. L'1 de març moria de forma semblant María Dolores Zerpa, enterradora del municipi, el 15 de març Santiago Betancor i el 22 de març Tomás Pereda, pescador al que li van donar una copa d'aiguardent per guarir un fort refredat. En aquestes mateixes setmanes, altres dues persones havien quedat cegues de forma sobtada.
Totes aquestes morts i casos de ceguesa en tan breu espai de temps no podien ser fruit de la casualitat. Va ser María Elisa Álvarez Obaya, farmacèutica titular (Inspectora Farmacèutica Municipal) del municipi des de 1961, qui es va adonar que totes les víctimes havien consumit alcohol en les hores prèvies a l'aparició dels símptomes, i que diverses eren clients habituals del celler de Francisco Pérez Pacheco, a Haria. Després d'analitzar el contingut d'ampolles, garrafes i barrils, va comprovar la presència d'alts continguts d'alcohol metílic en l'aiguardent (en una garrafa de 16 litres, de la qual ja s'havien consumit tres), per la qual cosa va prohibir la venda d'aquest licor en tots els bars d'Haria i va redactar un informe, el 21 de març, amb el qual s'iniciava el procés judicial que constituirà el «cas metílic» o «cas del metílic». La recerca a Haria i la resta de l'illa de Lanzarote va determinar que el licor adulterat amb alcohol metílic procedia de la casa Lago i Fills, de Vigo. Amb el pas del temps, a aquestes víctimes mortals de Lanzarote se'ls unirien unes altres a les illes de Tenerife i La Gomera, fins a completar un total de divuit morts.

### A Galícia
La primera notícia de la intoxicació es va publicar a la premsa gallega el 30 de març, quan el diari Faro de Vigo va incloure en una pàgina interior un breu article titulat «Tres persones han mort i altres dues van perdre la vista en ingerir rom en males condicions». En aquesta data, ja havien mort catorze persones a Galícia per la mateixa causa però sense que se sabés la raó: se sospitava d'una epidèmia de meningitis.

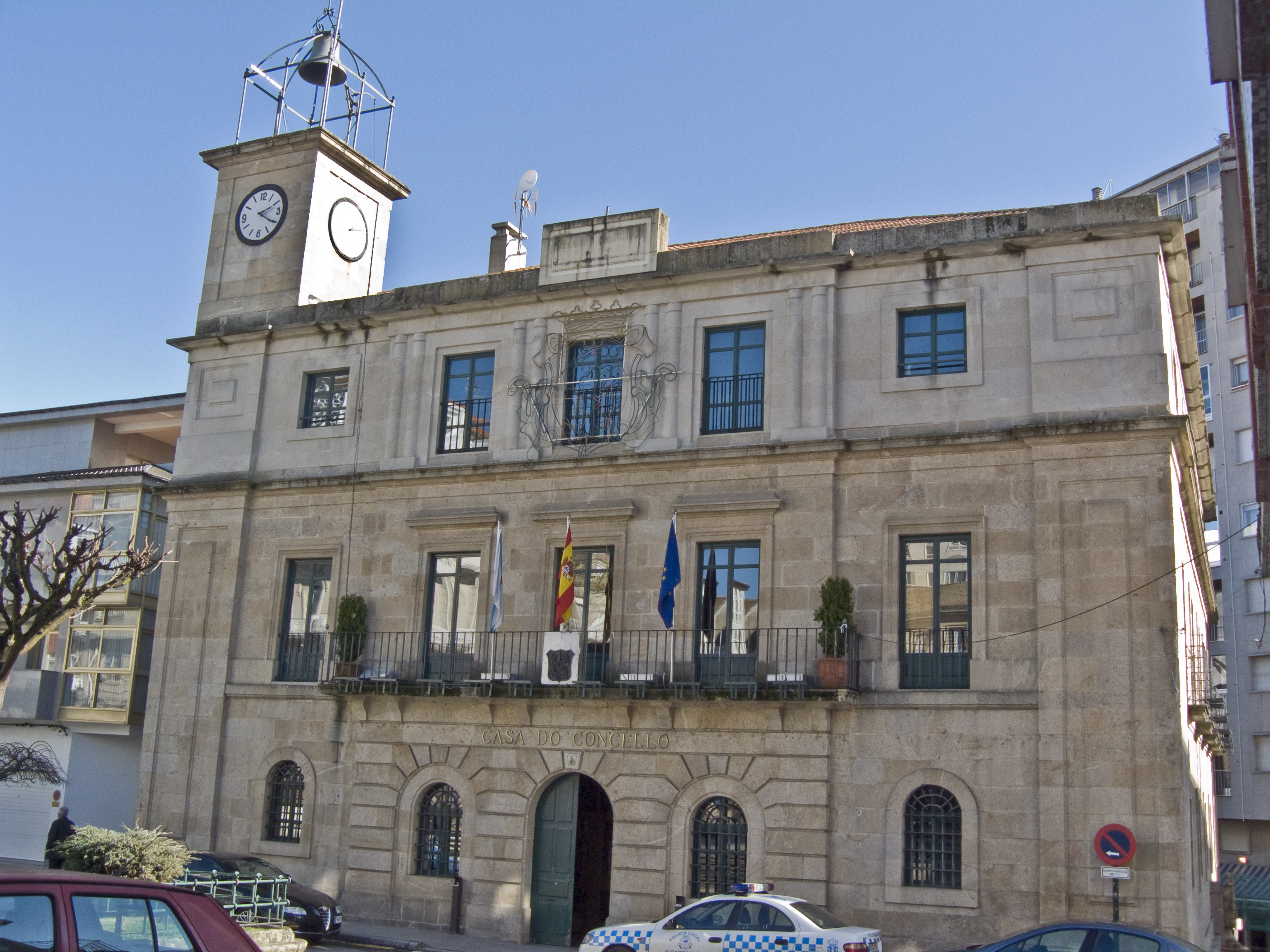
Ajuntament d'O Carballiño. En aquest municipi gallec van morir 13 persones.

Simultàniament, altres casos de ceguesa i mort amb evolució i quadres clínics semblants estaven tenint lloc en diferents llocs de la província d'Orense, concretament en les parròquies de Covas i Valls, del municipi de San Cristovo de Cea, a O Carballiño i en el lloc de Porto de Eguas, també a O Carballiño. El metge de Cea, José Nóvoa Seijo, va recordar un cas, ja a la fi de 1962, d'un pagès que havia mort «molt ràpid». Va haver-hi una altra mort el 21 de febrer i una tercera el 20 d'abril. Quan va ser a atendre aquest últim cas, les morts de Canàries ja havien saltat a la premsa i, sospitant una relació causal, va preguntar si havia consumit alcohol abans de sentir-se malalt. Quan es va confirmar que havia begut licor de cafè va posar en coneixement de la Guàrdia Civil aquests fets per possible intoxicació.
El 26 d'abril es van conèixer les primeres morts a la província de la Corunya, tres veïns de la parròquia de Sarces, del municipi de Laxe, encara que posteriorment es van reconèixer dues morts anteriors per la mateixa causa (la primera defunció es va produir a Noia el 17 de març).

### A altres llocs

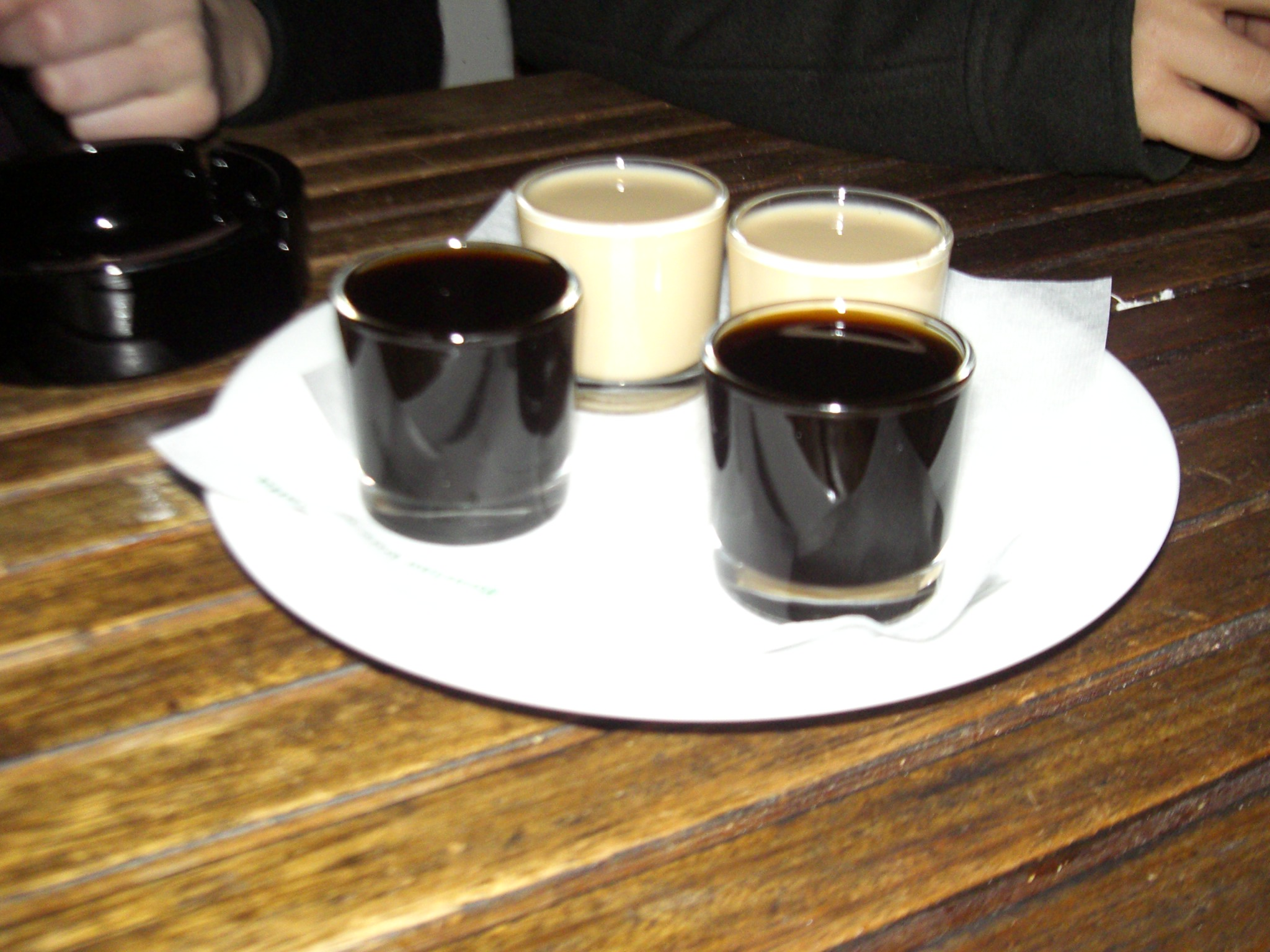
Gots de licor de cafè (davant) i crema d'orujo blanc (darrere). El licor de cafè va ser un dels licors adulterats amb alcohol metílic.

Només es va reconèixer un cas de mort per alcohol metílic fora de les Canàries i de Galícia al Sàhara Espanyol, però després consta que la distribució de l'alcohol metílic va abastar altres províncies espanyoles i diferents països europeus i americans. No se sap amb certesa si allà va haver-hi morts per aquesta causa.
Es té constància, no obstant això, del decomís a Madrid de 1452 litres de licor de cafè, aiguardent i ginebra contaminats, així com 300 litres d'aiguardent a Barcelona adquirits pel centre gallec d'aquesta ciutat.
Ja fora d'Espanya, el 10 de maig, el diari barceloní La Vanguardia publicava la notícia que 31 rodamons novaiorquesos havien mort intoxicats per alcohol metílic encara que posteriorment es va poder confirmar que no estaven relacionades amb el metílic d'Orense. Encara que només fos una casualitat en el temps, era fàcil veure una relació del cas del metílic amb aquests fets: se sabia que Manuel López Valeiras, industrial de Vigo, havia comprat a Rogelio Aguiar diverses partides de metanol a l'inici de 1963, i que al març d'aquest mateix any havia exportat a Nova York cinc caixes d'ampolles d'aiguardent. La fortuna va voler que la partida fos analitzada i, en comprovar que tenia una concentració elevada de metanol, fos intervinguda.

## La causa de la intoxicació

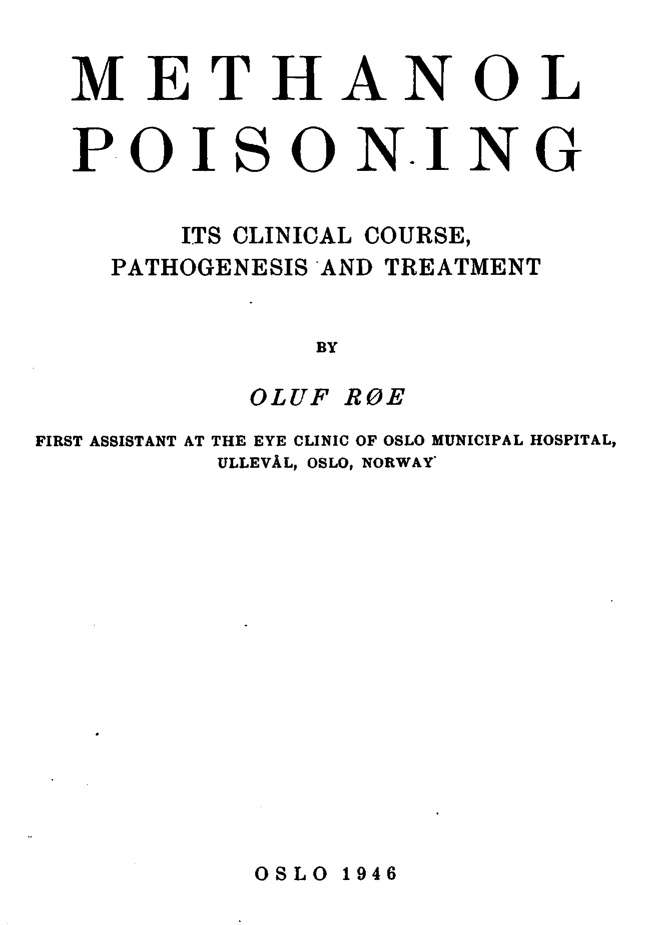
Descripció de la intoxicació per metanol publicada a Oslo el 1946.

Queda fora de tot dubte que la intoxicació va ser causada pel consum de begudes alcohòliques (aiguardent, rom, licor de cafè, ginebra, etc.) elaborades a partir d'alcohol metílic al que es va sotmetre a diverses mescles amb alcohol etílic. La raó d'aquesta manipulació fraudulenta no va ser una altra que un desmesurat afany de lucre per part de certs fabricants que van decidir elaborar begudes alcohòliques amb un alcohol tòxic d'entre 9 i 14 pessetes per litre (entre 5 i 8 cèntims d'euro) en lloc de fer-ho amb alcohol etílic, valorat en aquestes mateixes dates en unes 30 pessetes per litre (18 cèntims d'euro). A més, en tenir l'alcohol metílic una graduació molt alta, calia afegir-li aigua, amb la qual cosa augmentava el benefici.

### L'alcohol metílic
L'alcohol metílic, metanol, alcohol de fusta o alcohol de cremar (CH₃OH), és un líquid volàtil, incolor i soluble en aigua i uns altres dissolvents. La densitat és de 0,79, el punt d'ebullició està en 65 °C i el de congelació en —97 °C. Es tracta d'un producte d'ús industrial, demandat per a l'elaboració de dissolvents, líquid eixugaparabrisa, laques, vernissos, productes plàstics, explosius, etc. Es va obtenir inicialment de la destil·lació de la fusta (d'aquí un dels seus noms) i de l'extracció de l'hulla, però actualment s'obté com a subproducte en la fabricació de polímers.

Fórmula de l'alcohol metílic

En la fabricació artesanal de aiguardente es produeixen petites quantitats d'alcohol metílic, a partir de la remolta, ja que la destil·lació en els alambins no garanteix una temperatura estable al llarg del procés, però és molt difícil que s'arribi a aconseguir concentracions perilloses de manera accidental. A l'època actual (amb motiu d'altres intoxicacions ocorregudes posteriorment a Europa) hi ha una norma vigent a nivell de la Unió Europea (el reglament Nr. 110/2008 del Parlament Europeu) que limita de manera específica les quantitats màximes de metanol residual permeses en els alcohols destinats al consum humà. Per un orujo o l'aiguardent de fruites, per exemple, es fixen màxims permesos de metanol en 10 g•l—1 o 15 g•l—1 respectivament (calculat sobre el contingut d'etanol pur, és a dir, 1.000 grams per hectolitre d'alcohol a 100% vol. per l'orujo o 1500 g/hl d'alcohol a 100% vol., per al cas de l'aiguardent de fruites) El consum d'alcohol metílic provoca un quadre d'intoxicació, de gravetat variable segons la quantitat ingerida i la concentració, la complexió del pacient i el temps que es trigui a fer un diagnòstic exacte i aplicar un tractament. La dosi tòxica varia entre 60 i 250 ml de metanol al 40%. Els símptomes apareixen entre els 40 minuts i les 72 hores després del consum i comencen amb signes d'embriaguesa, cefalees, nàusees i vòmits. Es produeix un quadre d'acidosi metabòlica i apareixen símptomes nerviosos (miàlgies, depressió del sistema nerviós central, tremolors, etc.) i problemes de visió que són característics per dany del nervi òptic: pèrdua de visió, visió borrosa i ceguesa. Finalment, en els casos mortals, apareixen hipotensió, bradicàrdia i convulsions, fins que el pacient entra en coma i mor. El catàleg internacional per al diagnòstic de malalties de l'OMS codifica la intoxicació per metanol (alcohol metílic) amb la clau CIE T51.1
La ceguesa és un símptoma patognomònic de la intoxicació per alcohol metílic, i la casualitat va voler que en la contra-etiqueta d'una de les ampolles de licor que van provocar aquesta intoxicació figurés el poema dels Cantessis gallecs de Rosalía de Castro. En la seva obra sobre el cas, el periodista Fernando Méndez narra el cas d'un dels afectats que va quedar cec.

### Els responsables del frau

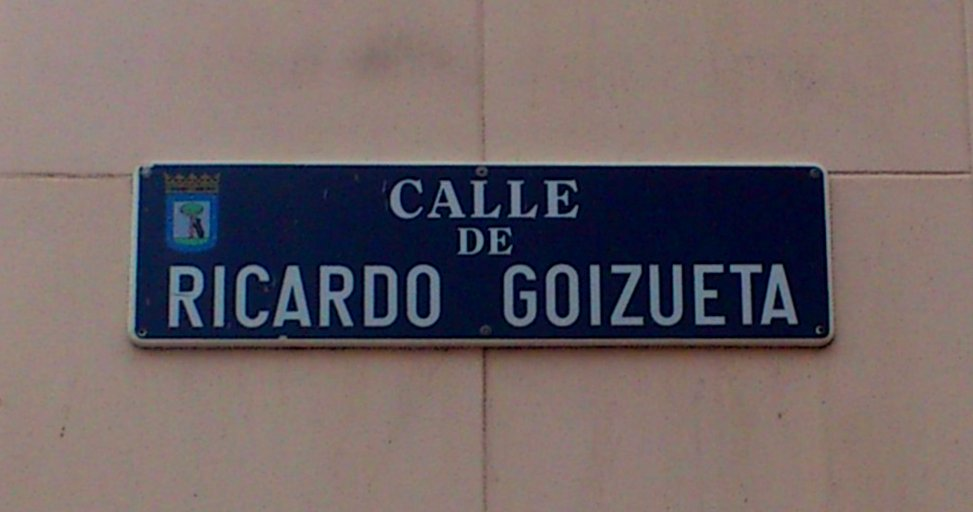
Rogelio Aguiar va comprar l'alcohol metílic que va utilitzar per produir licors de consum humà en Alcohols Aroca, un fabricant madrileny d'alcohols industrials amb seu al carrer Ricardo Goizueta, en el districte d'Arganzuela, a Madrid.

Va ser Rogelio Aguiar Fernández, un industrial de l'alcohol d'Ourense, propietari de Cellers Aragó, qui va començar la compra d'alcohol metílic en una indústria madrilenya, Alcohols Aroca, com a matèria primera per a l'elaboració de diverses begudes alcohòliques. Aguiar havia començat, entre 1960 i 1961, a comprar alcohol isopropílic (33 712 litres), que va oferir a fabricants de vinagres i licors de Vigo i La Corunya. No obstant això els seus clients ho van rebutjar per l'olor i sabor anormals, per la qual cosa a partir de desembre de 1962 va passar a comprar alcohol metílic (75 000 litres; 73 000 segons altres fonts), que no donava aquests problemes, al mateix fabricant madrileny. Aquest indicava en els seus carregaments d'alcohol que el material no havia de ser utilitzat per a consum humà («Mercaderia de lliure circulació, venda i preu. No apta per al consum de boca»). Amb aquest alcohol metílic Aguiar elaborava begudes en el seu propi celler i també ho subministrava com a matèria primera (en forma d'alcohol pur, barrejat amb alcohol vínic —alcohol etílic— en diferents proporcions, o com aiguardent de canya) als seus clients, sense advertir-los de la veritable composició i, per tant, de la seva toxicitat. Segons va considerar provat el judici, la seva esposa, María Ferreiro Sánchez, li ajudava en el procés de barrejat, encarant-se ella sola del barrejat en algunes ocasions.
Un dels seus principals clients —en el que a l'alcohol metílic es refereix— era l'empresa d'alcohols Lago e Hijos, de Vigo, dirigida per Román Rafael Saturno Lago Cabral i el seu fill Román Gerardo Lago Álvarez. Va ser aquesta empresa que va comercialitzar a Canàries els licors adulterats que van donar lloc a les primeres morts conegudes. Un altre era l'empresa de la Corunya Indústries Rosol, del Burg, el gerent del qual, Miguel Ángel Sabino Basail Infant, també va ser processat. En el cas d'Indústries Rosol, que va comprar gairebé la meitat d'aquells 75.000 litres, part de l'alcohol metílic va ser desviat a la fabricació de vinagre que va vendre a diferents conserveres de la Corunya i amb el qual es van elaborar conserves i escabetxos. Encara que alguna font de l'època assenyala que una conservera d'Afecte va rebre 316.000 litres de vinagre, ha de tractar-se d'un error, per astronòmica i poc realista aquesta xifra per qui conegués la dimensió de les conserveres d'aquesta localitat en aquella època.
En el judici, van ser considerades com a principals responsables aquestes cinc persones: Rogelio Aguiar i la seva esposa, María Ferreiro Sánchez; Román Lago i el seu fill; i Basail Infante, perquè, coneixent la toxicitat de l'alcohol que manejaven, no van dubtar a comercialitzar-ho. Es va considerar provat en el judici que els licors adulterats comercialitzats directament per Rogelio Aguiar i María Ferreiro van causar la mort a vint-i-una persones, i van deixar cecs parcialment o totalment quatre persones. Els Lago van ser considerats responsables de vint-i-tres morts i diversos casos de ceguesa, mentre que les activitats d'Indústries Rosol van causar dos morts.
Uns altres fabricadors i intermediaris utilitzaven l'alcohol que els subministraven Aguiar o Lago per fer les seves pròpies formulacions. En alguns casos es va utilitzar per encapçalar el vi i, com ja s'ha descrit, per fabricar vinagre. Aquests van ser considerats responsables secundaris, ja que no es va provar que haguessin sabut que estaven venent alcohol metílic, però el fet és que els licors que van vendre van produir morts i casos de ceguesa entre les persones que els van consumir. La policia va provar que cap d'aquests va realitzar més control sobre les begudes que venien que comprovar la graduació alcohòlica.
Quan es van conèixer les morts esdevingudes a Canàries i la seva relació amb els licors, els principals responsables de la trama van comprendre de seguida les possibles conseqüències que per a ells podien representar.
Aguiar i Lago van intentar posar-se d'acord preveient una futura declaració davant la policia i van tirar per l'embornal totes les existències dels seus magatzems. Uns altres van intentar recuperar el que van poder de les garrafes i ampolles que havien venut per buidar-les en la primera rasa que van trobar al camí. Es va destruir o va ocultar la documentació comercial que demostrava compres i vendes. Tot això va representar un considerable obstacle en la recerca i retirada de licors contaminats i va quedar reconegut en el judici, a més d'explicar el ball de xifres entre les quantitats d'alcohol metílic comprades i de begudes elaborades. Aguiar va rebre l'ajuda el seu amic i conseller José-Ramiro Nova Ramírez, llicenciat en Dret, que posteriorment seria condemnat per encobriment. El 24 d'abril, es van produir les primeres detencions, les de Aguiar i els Lago.
La sentència va admetre la falta d'intencionalitat en les intoxicacions però va declarar provat que els principals industrials implicats coneixien la toxicitat de l'alcohol que comercialitzaven, pressuposant que les mescles a les quals era sotmès (i la rebaixa amb aigua) diluirien el tòxic fins a nivells no perceptibles. Segons va esgrimir el fiscal Fernando Seoane en el judici sobre el cas.

### La falta de control oficial
A més de la responsabilitat directa dels fabricants i comercialitzadores per l'ús d'una matèria primera tòxica en l'elaboració de begudes alcohòliques destinades al consum humà, sabent la seva toxicitat, el fiscal va veure també la responsabilitat de l'Administració de l'Estat que no va saber veure el perill del comerç d'un alcohol d'ús industrial entre empreses destinades a processar alcohol vínic. Per a ell, la intoxicació massiva va ser propiciada per la falta del més mínim control oficial sobre aquest producte i sobre les indústries elaboradores de begudes, fora per part dels serveis oficials de Sanitat, d'Agricultura o del Sindicat d'Indústries Químiques (responsable del control de les substàncies d'ús industrial, com era l'alcohol metílic).
L'advocat d'Aguiar i de la seva esposa va arribar a demanar l'absolució dels seus defensats en atribuir la responsabilitat de les morts a la societat i a l'Estat, per la total falta de control en el comerç de l'alcohol metílic i en l'elaboració de licors.
Durant el segon semestre de 1963, Fernando Seoane va demanar explicacions sobre les responsabilitats i competències de l'Estat en el control d'aquest comerç il·legal sense trobar respostes. Els diferents organismes oficials van al·legar no tenir competències sobre aquest tema o van reconèixer no saber quines van ser «les raons del perquè no va ser descoberta oportunament l'existència i comerç de begudes alcohòliques elaborades amb metanol», o que «la localització i origen dels fets van afectar la una reduïda zona del territori nacional (Canàries i Ourense)». Davant la vaguetat de les respostes i la indefinició sobre les responsabilitats en el control i inspecció, va sol·licitar al Ministeri de la Presidència (llavors a càrrec de Luis Carrero Blanco) la identitat dels funcionaris amb competències en el control i inspecció de productes derivats del metanol, però el Ministeri va respondre assegurant que els funcionaris van actuar correctament i que un instructor d'Ourense mancava de competències per avaluar la comesa d'aquests funcionaris. Amb relació a conèixer la identitat, competències i deure els funcionaris encarregats de la inspecció dels alcohols no aptes per al consum humà, com el isopropílic i el metílic, van acabar dient que «no li és legalment possible a V.I. accedir al que sol·licita» i que no calia buscar responsabilitats en aquest terreny.
Així i tot, el fiscal va aconseguir que el jutge Cora Rodríguez cursés davant el Tribunal Suprem una sol·licitud perquè s'investiguessin les possibles responsabilitats de l'Administració, sol·licitud que acabaria sent arxivada en considerar l'alt tribunal que no existien indicis racionals de criminalitat en els funcionaris.

## Les víctimes
Mai es va saber com va ser el nombre de persones afectades per la intoxicació. Oficialment es van admetre només 51 morts i cinc persones que van quedar cegues després de consumir alcohol metílic, però perquè només en aquestes persones es va confirmar analíticament la presència d'alts nivells d'alcohol metílic en sang i vísceres. Moltes altres morts van ser atribuïdes a aquesta mateixa causa però no es va poder demostrar en les corresponents autòpsies, en molts casos per diagnòstics erronis (meningitis, atacs cardíacs o, simplement, «mort natural»), i en uns altres perquè les pròpies famílies van amagar les circumstàncies de la mort per preservar la memòria del familiar mort enfront de les acusacions, més o menys vetllades, que havia estat cosa de la seva afició a la beguda.
Els 51 casos de mort oficialment reconeguts es van distribuir de la següent manera:
- 25 morts a la província d'Ourense (13 d'ells a la comarca d'O Carballiño);
- 7 a la província de la Corunya;
- 18 a Canàries: 14 a la província de Santa Cruz de Tenerife (5 a Tenerife i 9 a La Gomera) i 4 a la de Las Palmas (a l'illa de Lanzarote);
- 1 al Sàhara Espanyol, llavors província espanyola.

Van sobreviure a la intoxicació nou persones (cinc a Ourense, dues a La Corunya i 2 a Las Palmas), de les quals cinc van sofrir ceguesa irreversible. La distribució temporal de les morts abasta, a Galícia, des del 13 de febrer fins al 18 de maig. A Canàries, entre el 7 de febrer i el 2 d'abril.
Però l'alcohol metílic havia estat comercialitzat en una àrea molt més àmplia a moltes províncies espanyoles, a les colònies (Sàhara i Guinea Espanyola), alguns països europeus i als Estats Units. Per proporcionar un exemple, una de les empreses processades, Casa Barral, d'Ourense, va vendre diferents begudes amb alcohol metílic a Navarra, Bilbao, Granada, Melilla, Gijón, Tenerife, Cadis, Huelva, Saragossa i Portbou. Durant el judici també es van esmentar altres destinacions com Alemanya, Suïssa, Bèlgica i Dakar.
Tenint present aquesta àmplia distribució i el volum d'alcohol metílic, la xifra de 51 morts no sembla correspondre ni remotament a la realitat. Fernando Méndez, recollint l'opinió del fiscal Fernando Seoane, sempre va parlar de milers de morts i lesionats, als quals no se'ls va fer un diagnòstic correcte o en els quals no es va confirmar la causa de la mort mitjançant les analítiques adequades. El periodista Fernando Méndez, a la seva obra sobre el cas, apunta també a la idiosincràsia del mitjà rural gallec com una de les causes per les quals el nombre de morts mai va poder establir-se amb seguretat: la resistència a sotmetre al cadàver d'un ser estimat a una autòpsia, l'estigma social que relacionava la mort amb el consum d'alcohol.
En l'aspecte econòmic, el cas del metílic va representar unes pèrdues incalculables al sector vitivinícola gallec i va provocar la ruïna de moltes fàbriques de licors gallegues (entre elles les dels propis processaments. L'abril del 1964, els creditors de Lago i Fills van portar a l'empresa al desnonament i embargament dels seus béns. Durant molt temps, el consum de begudes alcohòliques va caure a plom, tant per causa de la publicació gairebé diària de nous casos de morts o intoxicats com pel mateix tractament —qualificat d'alarmista— que es va donar en els mitjans de comunicació. Fins i tot es van veure anuncis en bars i altres establiments garantint que l'alcohol que venien no era d'origen gallec «Aquí no es ven vi d'O Ribeiro» o «Garantim que no expedim vins gallecs»). També es van publicar coples sobre aquest tema.

## El judici

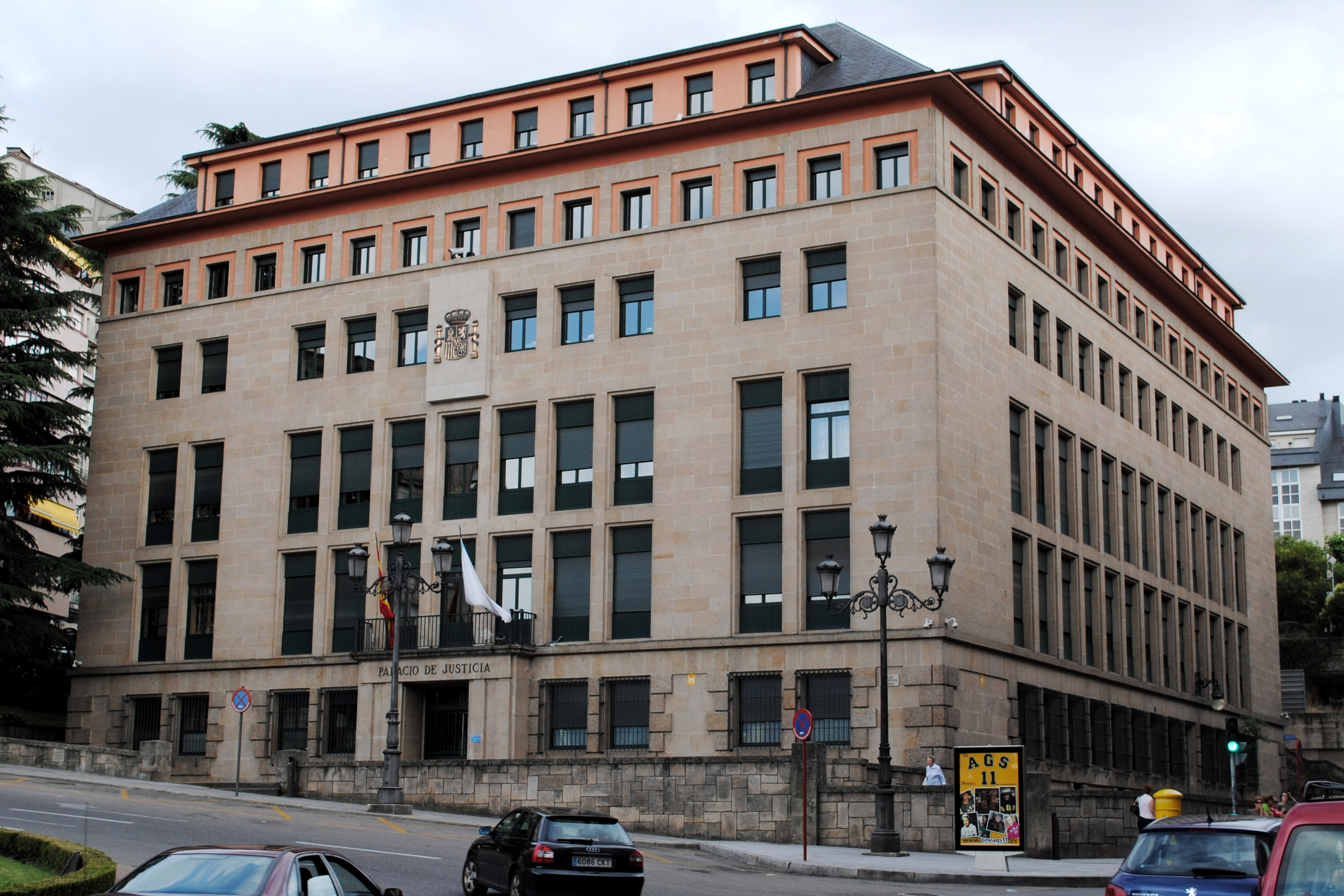
Palau de Justícia d'Ourense, seu de l'Audiència Provincial d'Ourense, on es va desenvolupar el judici el desembre de 1967.

Inicialment es van incoar tres sumaris diferents en diversos punts d'Espanya (a Galícia i Canàries) durant el mes d'abril de 1963. Posteriorment es van fondre en un pel qual es va nomenar un jutge instructor especial i que es va desenvolupar al Jutjat d'Instrucció d'Ourense. El sumari es va concloure a mitjan 1965. L'instructor va ser el jutge José Cora Rodríguez (qui anys després seria triat Valedor do Pobo, el Defensor del Poble de Galícia, entre 1990 i 2002), que va substituir al cap d'un mes d'iniciat el procés el primer jutge nomenat, José Álvarez Arredondo. El fiscal del cas va ser Fernando Seoane Rico, qui va arribar a sofrir amenaces de mort els dies previs al judici (Seoane Rico arribaria a ser fiscal cap de l'Audiència Provincial d'Ourense, fins a la seva jubilació el 1990; va obtenir la Medalla de Galícia en 1992). El tribunal va estar presidit pel magistrat Francisco Marcos Rodríguez, auxiliat pels magistrats Luís González Diéguez i Félix Barros Nóvoa.
Els principals responsables (Aguiar, Lago i Basail) van ser detinguts el 26 d'abril de 1963, i dies després ho van ser la resta dels processaments. El fiscal Seoane i el jutge Cora van ordenar la immobilització de totes les partides d'alcohol sospitoses. La gent bevia solament aigua i es va prohibir la venda en bars i restaurants, així com en tendes, fins a aconseguir finalment que en dos o tres mesos es pogués assegurar que el consum d'alcohol era segur. Moltes fàbriques van haver de tancar. El judici va començar l'1 de desembre de 1967, gairebé quatre anys després dels fets. El sumari contenia 36 000 folis i era el més extens instruït fins avui a Espanya. A més del fiscal, van actuar cinc acusacions particulars i tretze advocats defensors. Van ser cridats a declarar 113 testimonis proposats pel fiscal i 76 proposats per les defenses, i quatre perits. Cap dels testimonis residents a Canàries va acudir al judici, ja que el tribunal solament va habilitar una ajuda de 15 pessetes diàries (9 cèntims d'euro), absolutament insuficients per cobrir les despeses. Sí que va acudir la farmacèutica Elisa Álvarez, la qual va haver d'acudir escortada a la sala, a causa de les amenaces de mort que també havia rebut. Només van declarar dos pèrits: Manuel Ortega Mata i Esteban Vallejo, de l'Institut Nacional de Toxicologia.
El 27 de desembre es va dictar sentència, que condemnava els onze acusats (nou fabricants, la dona d'un d'ells i un advocat) per delictes contra la salut pública i imprudència temerària, a penes que van oscil·lar entre 1 i 20 anys de presó, multes de 100.000 pessetes (600 €) i unes indemnitzacions que sumaven més de 19 milions i mitjà de pessetes (uns 120.000 €), si bé Fernando Rodríguez Méndez, que va publicar dos estudis sobre el cas va xifrar, a un article de La Voz de Galicia del 22 de desembre de 2010, la quantia de les indemnitzacions en 300 milions de pessetes (aproximadament 1,8 milions d'euros). Les empreses Lago i Fills i Indústries Rosol van ser declarades responsables civils subsidiàries. Després del recurs de les defenses d'alguns dels condemnats, dos anys després, el 2 de juny de 1969, el Tribunal Suprem va dictar sentència ferma, que només va modificar lleugerament la dictada per l'Audiència Provincial d'Ourense, encara que va retirar en tots els casos la condemna per imprudència temerària als condemnats per aquest delicte i pel delicte contra la salut pública, mantenint només aquest últim. Els condemnats, i les seves penes, van ser els següents:
| Condemnat                         | Delicte                         | Pena                                                          |
| --------------------------------- | ------------------------------- | ------------------------------------------------------------- |
| Rogelio Aguiar Fernández          | Delicte contra la salut pública | 19 anys de reclusió i multa de 25.000 pessetes (150 €)        |
| María Ferreiro Sánchez            | Delicte contra la salut pública | 12 anys i un dia de reclusió i multa 5.000 pessetes (30 €)    |
| Román-Rafael Saturn Lago-Cabral   | Delicte contra la salut pública | 17 anys de reclusió i multa de 25.000 pessetes (150 €)        |
| Román-Gerardo Lago Álvarez        | Delicte contra la salut pública | 17 anys de reclusió i multa de 25.000 pessetes (150 €)        |
| Luis Barral Iglesias              | Delicte contra la salut pública | 17 anys de reclusió i multa de 25.000 pessetes (150 €)        |
| Ricardo Han de Gallego            | Delicte contra la salut pública | 12 anys i un dia de reclusió i multa de 5.000 pessetes (30 €) |
| Miguel-Angel-Sabino Basail Infant | Delicte contra la salut pública | 15 anys de reclusió i multa de 10.000 pessetes (60 €)         |
| Manuel López Valeiras Souto       | Delicte contra la salut pública | 1 any de reclusió i multa de 10.000 pessetes (60 €)           |
| Alberto Lombán González           | Imprudència temerària           | 6 anys de reclusió                                            |
| Francisco Emilio López Otero      | Imprudència temerària           | 3 anys de reclusió                                            |
| José-Ramiro Nova Ramírez          | Encobriment                     | 1 any de reclusió i multa de 5.000 pessetes (30 €)            |

Encara que la sentència va ser considerada exemplar, la veritat és que tots els condemnats van ser objecte de posteriors indults que van permetre que poguessin sortir de la presó als pocs anys. Així, dos dels condemnats a més anys de presó, Rogelio Aguiar i Román Lago, van quedar en llibertat el 1972 i 1974 respectivament, després de cinc anys escassos de presó efectiva. María Ferreiro, la dona de Rogelio Aguiar, que va ser condemnada a dotze anys de cadena, va fugir a París en dictar-se la sentència i no va entrar a la presó. Va ser detinguda el 1975, en un control rutinari a la frontera, però va quedar en llibertat en haver prescrit el delicte: el resultat és que tan sols va passar mes i mig a la presó preventiva (del 27 d'abril al 6 de juny de 1963).
Tampoc es van fer efectives les indemnitzacions acordades, ja que tots els acusats es van declarar insolvents i les seves empreses en fallida, amb el que cap dels damnificats va poder cobrar res.

## Desenvolupaments posteriors

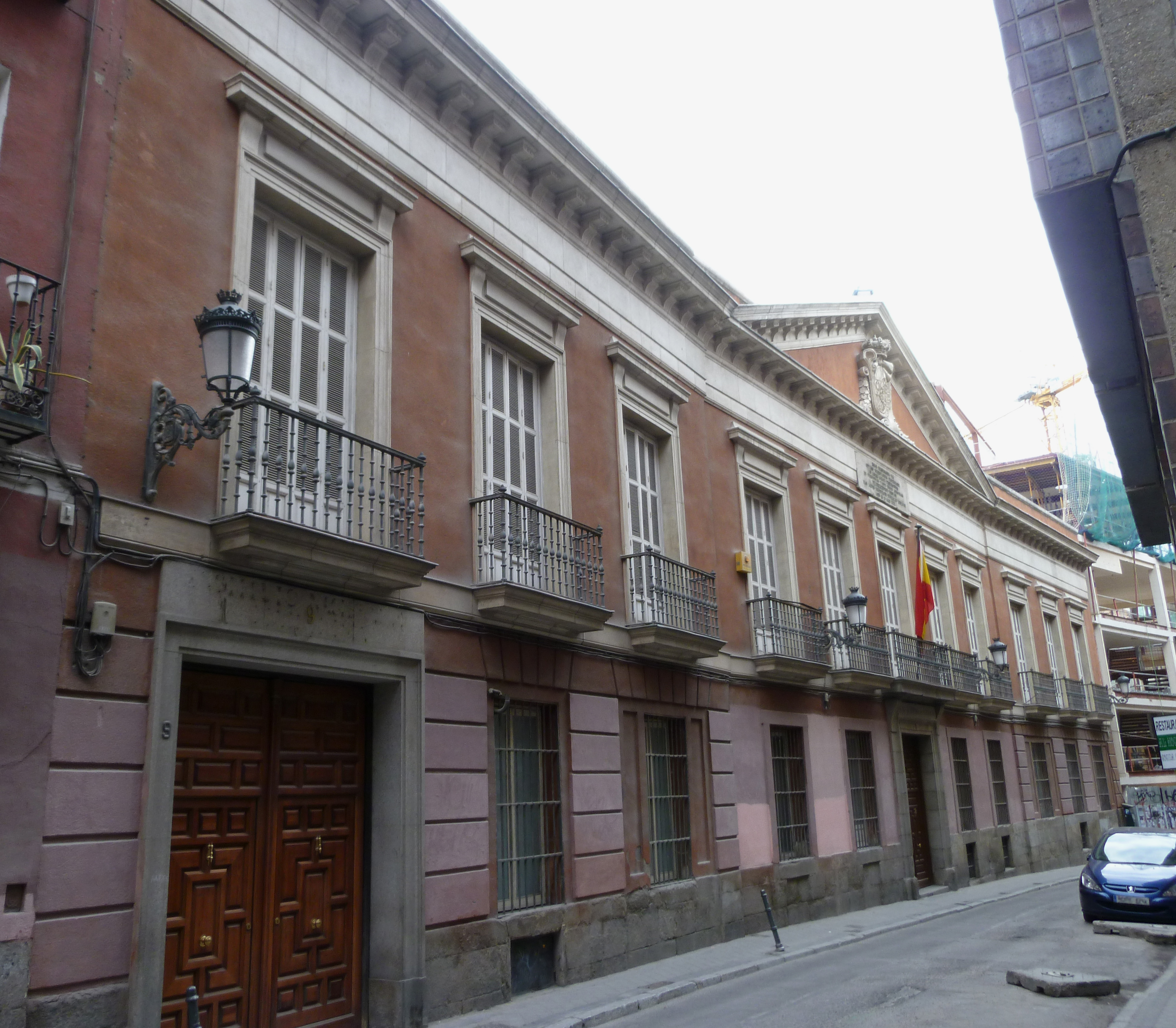
Seu de la Reial Acadèmia de Farmàcia a Madrid. La Reial Acadèmia de Farmàcia va atorgar la Medalla Carracido a Elisa Álvarez en 1965

Després del descobriment de la intoxicació, Elisa Álvarez va ser requerida per la Prefectura Provincial de Sanitat, deixant Haria per a treballar als laboratoris centrals de Las Palmas. En reconeixement de la seva labor, la Reial Acadèmia de Farmàcia li va concedir, el 1965, la Medalla Carracido amb la classe de bronze.
No va ser fins a final de la dècada de 1990 quan es van publicar les unes monografies sobre el tema. El periodista gallec Fernando Méndez (n. 1964), que treballava en la secció de successos de Faro de Vigo, va conèixer el cas a principi de la dècada de 1990. Amb l'ajuda de Fernando Seoane, fiscal del cas, Méndez va treballar durant cinc anys. El 1998 va publicar una detallada recapitulació del cas, en sengles versions en castellà i gallec:
- Mil muertos de un trago: el caso de bebidas envenenadas con alcohol metílico (Península, 1998)[26]
- Historia dun crime. O caso do metílico (Galaxia, Vigo, 1998)[27]

Sis anys després, el mateix periodista va impulsar, juntament amb el director de cinema Ignacio Vilar, el rodatge d'una pel·lícula sobre el tema. El guió va rebre una ajuda per a la seva elaboració per part de l'ICAA el 2004 i el projecte es va presentar al Festival Internacional de Cinema d'Independent d'Orense de 2005, però no va arribar a filmar-se. El 2010 el director de cinema Emilio Ruiz Barrachina va impulsar una pel·lícula sobre el cas amb el títol Metílico. La beguda de la mort, també amb la col·laboració de Méndez. Anava a ser protagonitzada per Juanjo Puigcorbé, en el paper del fiscal Fernando Seoane, i María Pujalte, en el de la farmacèutica de Lanzarote Elisa Álvarez, però el projecte no va quallar. Emilio Ruiz Barrachina va reprendre el projecte en format documental, que va ser estrenat en 17 de novembre de 2013 al Festival de Cinema Internacional d'Ourense amb el títol Métilico. La bebida de la muerte, amb guió de Fernando Méndez.
Aquest mateix any va néixer un moviment entre familiars d'afectats amb la finalitat de sol·licitar la reobertura del cas, però també sense que la causa pogués ser reoberta. La petició d'un homenatge o reconeixement a les víctimes es va produir després de constatar-se la impossibilitat de la via judicial, però també sense resultats.
El 2009, Gloria Lago (llavors presidenta de l'associació Galícia Bilingüe), neta de Román Lago Cabral i filla de Román Lago Álvarez, dos dels principals processaments, va publicar El rellotge de cuco, una història novel·lada de la vida de la família Lago i del procés judicial, en un intent de vindicar la imatge de la família. Segons Lago, la sentència va ser «injusta» i el judici «plagat d'irregularitats».
El març de 2013, Fernando Méndez va publicar el llibre Metílico, 50 años envenenados una revisió actualitzada dels seus treballs publicats el 1998, coincidint amb el cinquanta aniversari d'aquesta tragèdia. En aquesta obra s'aporten, entre d'altres, noves dades sobre la farmacèutica María Elisa Álvarez Obaya, descobridora a Canàries dels enverinaments, i es recullen noves fotografies i documents sobre el cas.

## Altres casos d'intoxicacions massives per alcohol metílic
A part d'aquest cas, que és sens dubte el de major rellevància a Espanya, a altres llocs del món s'han produït diversos successos similars. La història de la toxicologia recull principalment la intoxicació massiva a Berlín, el 24 de desembre de 1911, que va afectar 163 persones, de les quals van morir 72; el cas de 1951 a Atlanta (Geòrgia), on es van intoxicar 363 persones amb el resultat de 41 víctimes fatals; el de Teheran el 1974, on dels 57 pacients registrats van morir 17; el de Rabaul el 1978, al qual de 369 intoxicats van morir 5. També en èpoques molt recents, s'han tornat a produir adulteracions doloses de begudes alcohòliques, principalment a Llatinoamèrica i amb moltes víctimes fatals, com per exemple a l'Equador l'any 2011, amb almenys 51 morts a causa de la ingesta de licors amb un contingut metílic molt per sobre del tolerable o als municipis hondurenys de Siguatepeque, Taulabé i Comayagua, on es va registrar al juliol de 2012 una intoxicació massiva que va produir 24 morts.